# Christoph Waltz
Christoph Waltz, avstrijski gledališki, televizijski in filmski igralec, * 4. oktober 1956, Dunaj, Avstrija.
Waltz, potomec dunajskih družin gledališčnikov in zdravnikov, je študiral igralstvo na dramski šoli Univerze za glasbo in uprizoritvene umetnosti Dunaj. Od 1970. let je nastopal v številnih gledaliških in televizijskih vlogah, svetovno slavo pa je dosegel leta 2009, ko je zaigral polkovnika SS Hansa Lando v filmu Neslavne barabe Quentina Tarantina. Za to vlogo je prejel oskarja, nagrado BAFTA, zlati globus in številne manjše. Podobno odmevna in nagrajena je bila vloga dr. Kinga Schultza v naslednjem Tarantinovem filmu, Django brez okovov (2012).
Poleg tega je igral še v več drugih hollywoodskih filmih, med njimi Zeleni sršen, Voda za slone in Trije Mušketirji.